# Дон-Жуан (озеро)
Озеро Дон-Жуан (лат. Don Juan) — небольшой водоём, находящийся в долине Райт на земле Виктории в Антарктиде. Претендует на звание самого солёного водоёма на Земле.

## История
Озеро было обнаружено в 1961 году вертолётчиками Доном Ро (англ. Don Roe) и Джоном Хики (англ. John Hickey)[уточнить], в честь которых и названо. Во время открытия озера температура воды была −30 °C, но льда на нём не было. На топографических картах, изданных в 1977 году, площадь озера составляла 0,25 км². Озеро с плоским дном, средняя глубина его составляла 0,3 м. В 1998 году размеры озера сократились до 0,03 км², глубина уменьшилась до 0,1 м. Водоём описывается как место выхода грунтовых вод. Сухие долины, в которых находятся подобные озёра, характеризуются сильными ветрами и крайней сухостью воздуха. В этих условиях талая вода, образующаяся от окружающих ледников, испаряясь, оставляет растворённые в ней до того минеральные вещества из горных пород, через которые она просачивалась. В течение, по крайней мере, последних 2 млн лет в сухих долинах существовали условия, подобные нынешним, при которых происходила концентрация солей. Озеро Дон-Жуан не замерзает даже зимой при температуре воздуха, опускающейся до −53 °C. Расчётный состав воды при температуре −51,8 °C составляет 413 г/л CaCl2 и 29 г/л NaCl.
Содержание солей (большей частью хлорида кальция CaCl2) в этом водоёме достигает 40,2 % — для сравнения, соленость Мёртвого моря составляет 34,7 %, а средняя соленость Мирового океана — лишь 3,38 %.
При исследовании Дон-Жуана было зарегистрировано довольно значительное содержание закиси азота. На Земле его производят микроорганизмы, но в озере Дон Жуан никаких живых существ обнаружено не было. Оказалось, что N2O (совместно с другими газами — например, водородом) является продуктом реакции скал с солёной водой. Исследователи полагают, что похожим небиологическим образом оксид азота может образовываться на Марсе, так как условия этой планеты схожи с условиями в сухих долинах Антарктиды.